# Étoile B(e)
Ne doit pas être confondu avec Étoile Be.

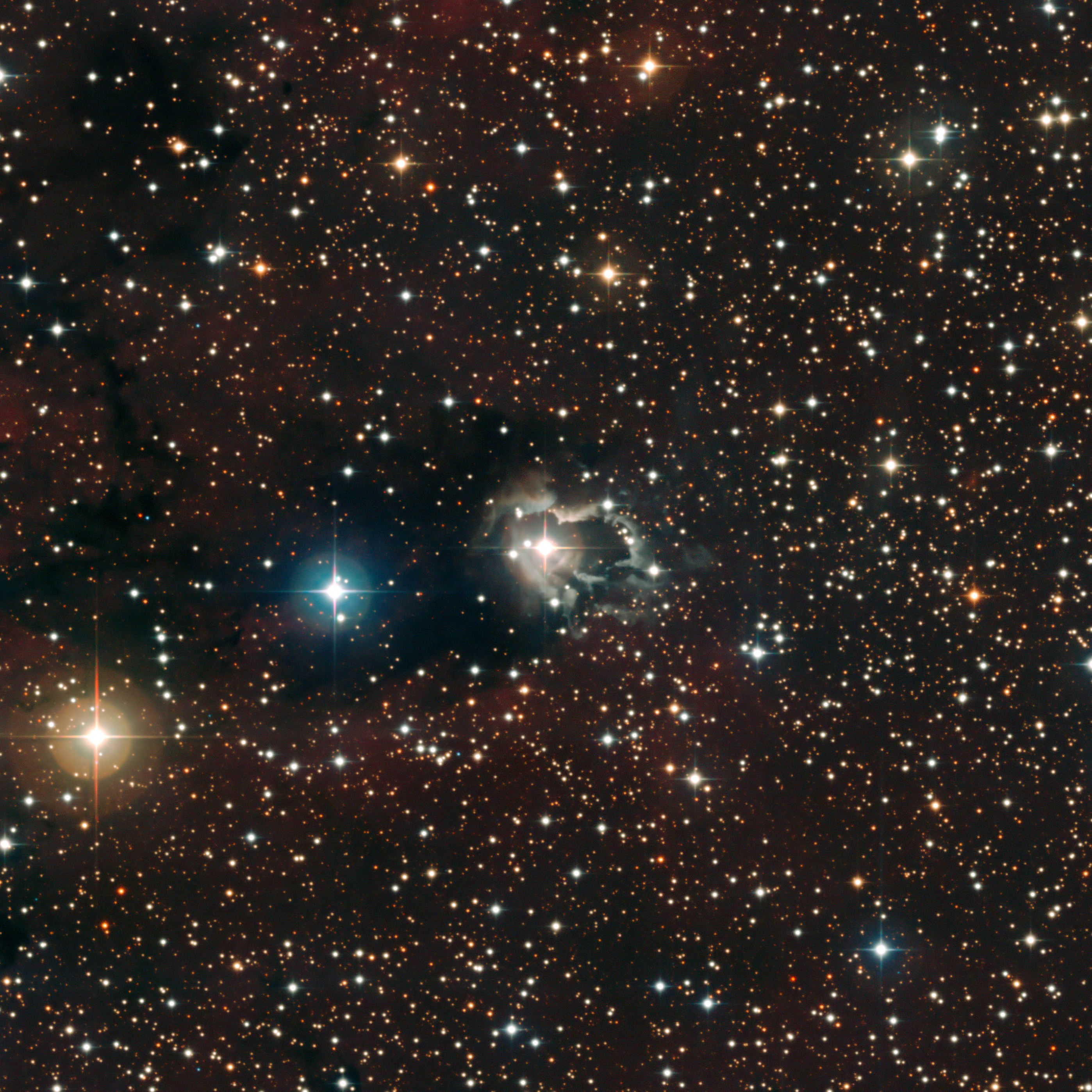
Nébulosité autour de l'étoile B[e] HD 87643.

Une étoile B[e], ou étoile de type B[e], est une étoile de type B qui présente des raies en émission neutres ou faiblement ionisées interdites dans son spectre. Cette désignation vient de la combinaison entre la classe spectrale « B », la lettre « e » minuscule signalant une émission dans le système de classification stellaire, tandis que les crochets l'entourant indiquent la présente de raies interdites. Ces étoiles montrent également fréquemment de fortes raies en émission de l'hydrogène, mais cette caractéristique est présente dans un grand nombre d'autres étoiles et elle ne suffit pas pour classer un objet B[e]. Il existe d'autres caractéristiques observationnelles telles que la présence d'une polarisation linéaire (en) optique ainsi que d'un rayonnement infrarouge qui est souvent bien plus fort que chez les étoiles ordinaires de type B, que l'on désigne comme un excès d'infrarouge. Étant donné que la nature B[e] est transitoire, les étoiles de type B[e] peuvent parfois montrer un spectre d'une étoile de type B normale, et des étoiles de type B jusqu'ici normales peuvent devenir des étoiles de type B[e].

## Découverte
De nombreuses étoiles Be se sont avérées posséder des particularités spectrales. Une de ces particularités est la présence de raies spectrales interdites du fer ionisé, et occasionnellement d'autres éléments. En 1973, une étude portant sur l'une de ces étoiles, HD 45677, également désignée FS CMa, a mis en évidence la présence d'un excès d'infrarouge, ainsi que la présence des raies interdites [O I], [S II], [Fe II], [Ni II], et bien d'autres. En 1976, une étude portant sur des étoiles Be ayant un excès d'infrarouge a permis d'identifier un sous-ensemble d'étoiles qui montraient des raies en émission interdites du fer ionisé et de quelques autres éléments. Ces étoiles étaient considérées comme étant toutes différentes des étoiles Be sur la séquence principale classiques, mais elles semblaient être constituées d'un large éventail de différents types d'étoiles. Le terme d'« étoile B[e] » a été introduit pour regrouper ces étoiles.
Parmi les étoiles B[e], on a facilement mis en évidence que certaines étaient des supergéantes très lumineuses. En 1985, huit supergéantes B[e] entourées de poussière étaient ainsi connues dans les Nuages de Magellan. Cependant, un certain nombre d'étoile B[e] se sont avérées ne pas être des supergéantes. Certaines étaient des binaires, d'autres des protonébuleuses planétaire, et le terme de « phénomène B[e] » a été utilisé pour indiquer clairement que différents types d'étoiles pouvaient produire le même type de spectre.

## Classification
Avec la mise en évidence du fait que le phénomène B[e] pouvait se produire dans plusieurs types d'étoiles différents, on a distingué quatre sous-types d'étoiles B[e] :
- les supergéantes B[e] (sgB[e]) ;
- les étoiles B[e] de la pré-séquence principale (HAeB[e]), un sous-type d'étoile Ae/Be de Herbig ;
- les étoiles B[e] de nébuleuses planétaires compactes (cPNB[e]) ;
- les étoiles symbiotiques B[e] (SymB[e]).

Environ la moitié des étoiles B[e] ne pouvaient cependant pas être placées dans un de ces groupes et ont d'abord été désignées comme étant les étoiles B[e] non classées (unclassified B[e] stars, unclB[e]). Les étoiles unclB[e] ont depuis été reclassées sous le terme d'étoiles FS CMa, un type d'étoiles variables nommées d'après l'une premières étoiles B[e] connues.

## Nature

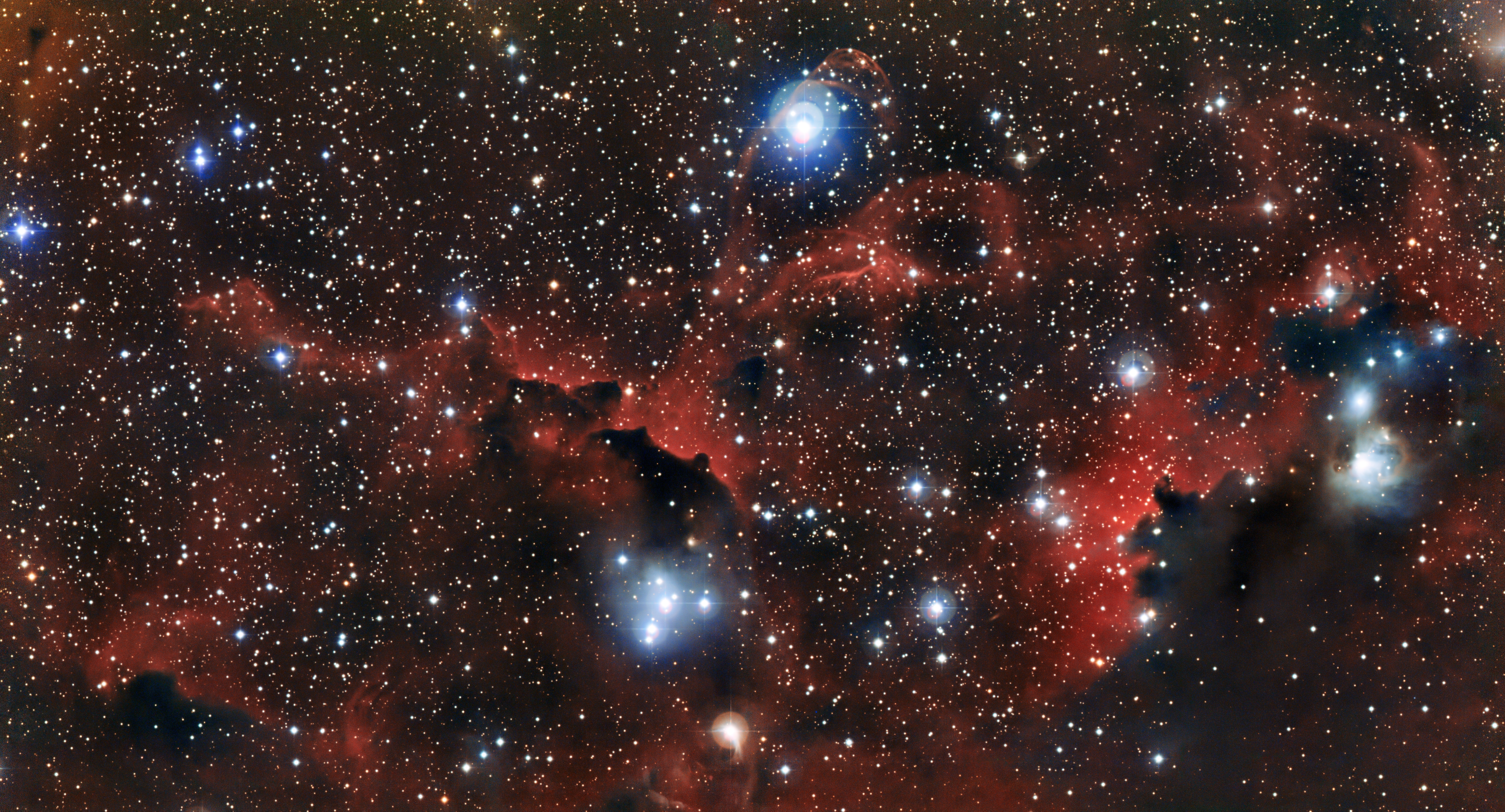
La nébuleuse de la Mouette est une région HII grossièrement circulaire centrée sur l'étoile Ae/Be de Herbig HD 53367.

L'émission interdite, l'excès d'infrarouge, et d'autres caractéristiques typiques du phénomène B[e] fournissent en soit de forts indices sur la nature de ces étoiles. Elles sont entourés de gaz ionisés qui produisent des raies en émission intenses, de la même façon que pour les étoiles Be. Le gaz doit s'être suffisamment étendu pour permettre la formation de raies interdites dans les régions externes de faible densité, et pour permettre également la formation de poussières qui sont à l'origine de l'excès d'infrarouge. Ces caractéristiques sont communes à tous les types d'étoiles B[e].
Les étoiles sgB[e] possèdent des vents chauds et rapides qui produisent du matériel circumstellaire étendu, ainsi qu'une disque équatorial plus dense. Les HAeB[e] sont entourées des restes du nuage moléculaire où se forment les étoiles. Les binaires B[e] peuvent produire des disques de matière, lorsqu'elle est transférée d'une étoile à l'autre, par le biais du débordement du lobe de Roche. Les cPNB[e] sont des étoiles post-AGB qui ont expulsé toutes leurs atmosphères après avoir atteint la fin de leur vie en tant qu'étoiles à fusion active. Les étoiles FS CMa apparaissent être des binaires avec une composante à rotation rapide et à perte de masse.